# قبر عمير
قبر عمير إحدى قرى مركز الشيخ زويد التابع لمحافظة شمال سيناء بجمهورية مصر العربية.